# Torfajökull
Le Torfajökull est un stratovolcan rhyolitique et un complexe de volcans sous-glaciaires, situé au nord du Mýrdalsjökull et au sud du lac Þórisvatn, en Islande. La dernière éruption du Torfajökull date de 1477.

## Toponymie
Selon la légende, le glacier est nommé d'après Torfi Jónsson í Klofa, une figure historique islandaise. En 1493, lors de l'épidémie de peste, Torfi et sa famille fuirent dans les terres centrales et s'installèrent dans une vallée proche du glacier.
D'après une autre légende, le nom provient de Torfi, un ouvrier agricole qui s'enfuit avec une fille du fermier vers le glacier.

## Géographie

### Situation
Le Torfajökull est un glacier et un volcan situé au sud des Hautes Terres d'Islande. Plus précisément, il se trouve au nord du Mælifellssandur et au sud du vaste lac Þórisvatn. Au sens strict, le nom désigne spécifiquement la calotte glaciaire et la montagne sur laquelle elle se développe, mais au sens large, le Torfajökull désigne l'ensemble du volcan central et du massif volcanique qu'il a engendré, soit une superficie de près de 600 km2. 

### Topographie

Carte du massif de Torfajökull.

Le massif de Torfajökull peut être décrit comme un plateau de 20 × 30 km, allongé selon la direction est-ouest. Il s'élève à plus de 600 m au-dessus d'une  plaine volcanique située à 600 m d'altitude,. Le cœur du massif est constitué par une vaste caldeira en forme de fer à cheval ouvert à l'ouest, d'environ 16 km d'est en ouest et 12 km du nord au sud. La ligne de crête de la caldeira comprend les plus hauts sommets du massif, dont en particulier les montagnes Kaldaklofsfjöll culminant à Háskerðingur (1 281 m) et le Torfajökull stricto sensu atteignant 1 190 m,. Le rebord de la caldeira inclut aussi les montagnes de Háalda, Suðurnámur, Barmur et Hábarmur et Ljósártungur. Au niveau de ces rebords ou juste à l'extérieur, on trouve plusieurs tuyas (volcan aux pentes raides mais au sommet plat), dont en particulier Rauðufossafjöll et Laufafell. Le troisième groupe de hauts sommets du massif est constitué des montagnes de Hrafntinnusker et Reykjafjöll au centre de la caldeira.
La section sud et est du massif est fortement découpé par des larges vallées fluviales au fond plat (Sandur), et des ravines étroites, formant un paysage de  badlands. La section ouest, au volcanisme plus récent, est moins marquée par l'érosion et est caractérisée par un paysage de collines, de vallées peu profondes et de champs de laves.

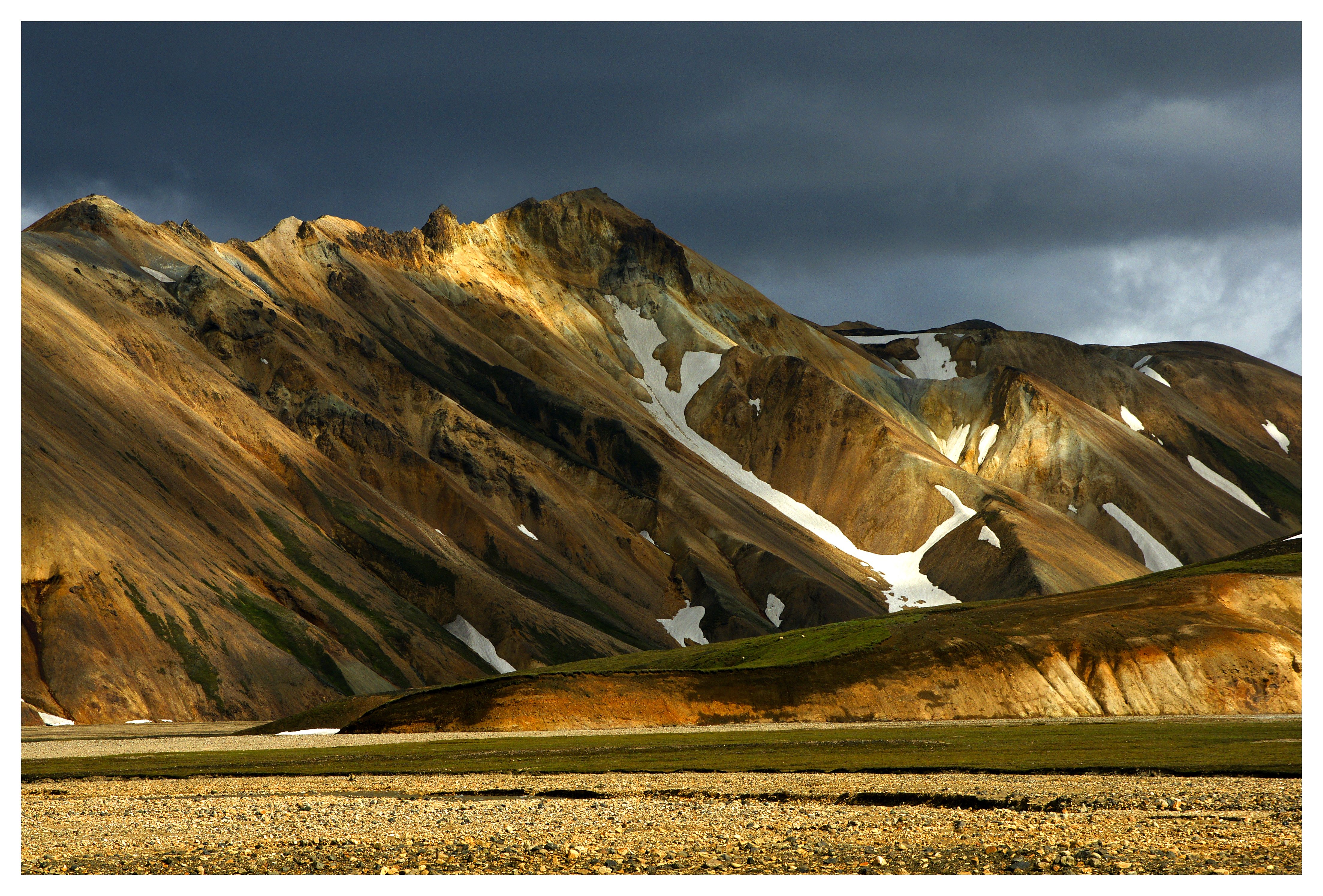
Barmur, le mur nord de la caldeira.
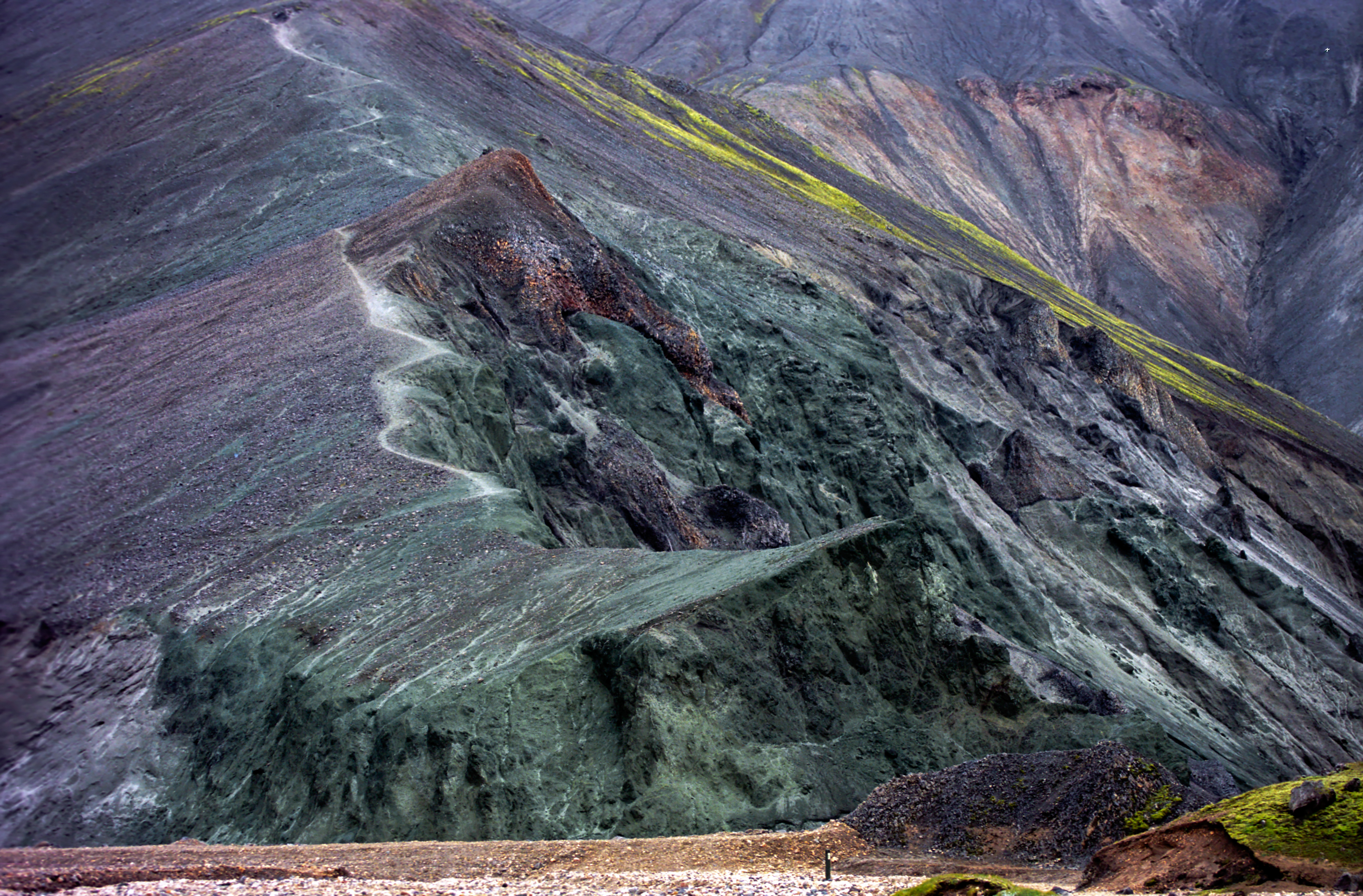
Canyon à Grænagil et la montagne Bláhnúkur.
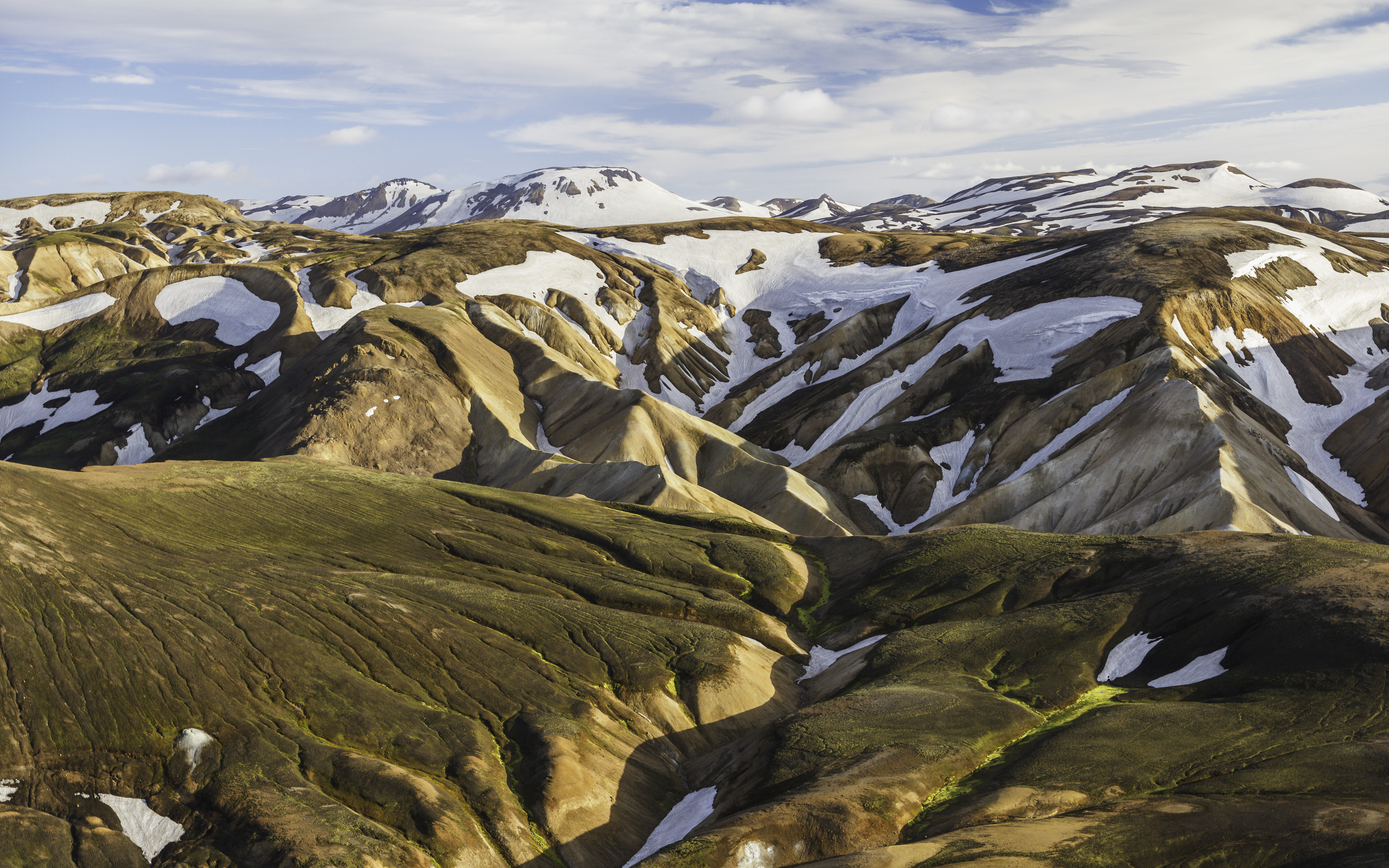
Paysages du plateau depuis au sud de Bláhnúkur, avec en arrière-plan les sommets de Kaldaklofsfjöll (à gauche) et Reykjafjöll (à droite).

### Hydrographie

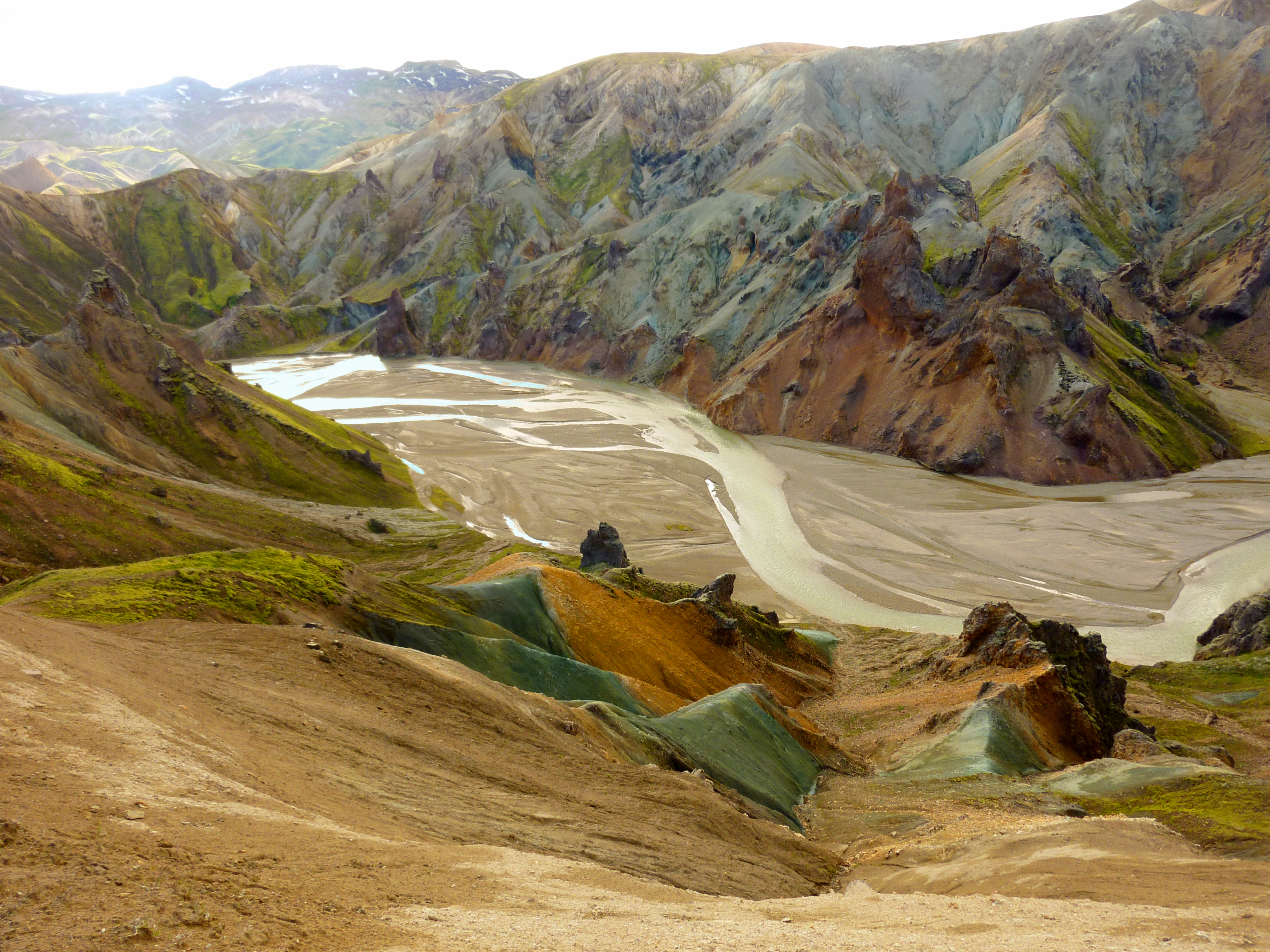
La vallée encore étroite de Jökulsgil vue depuis Þrensgli.

Le massif est constitué principalement de deux bassins versants, un à l'est et un à l'ouest, correspondant aux deux rivières qui parviennent à franchir le mur de la caldeira. L'est est le domaine de la Jökulgilskvísl, une rivière formée principalement par les eaux de fonte du glacier Torfajökull et des névés des montagnes de Reykjafjöll et qui longe la paroi orientale de la caldeira. La vallée de la rivière (Jökulgil) et les vallées de ses affluents sont profondément entaillées dans le plateau, mais le fond de la vallée Jökulgil est plat et la Jökulgilskvísl y forment de nombreux méandres et tresses. Une digue protège le site de Landmannalaugar de la rivière. Non loin de là, la rivière rencontre la Námskvísl, provenant de l'ouest de la caldeira et elles vont ensemble rejoindre la puissante Tungnaá, qui longe le nord du massif. L'autre cours d'eau important est le fleuve Markarfljót, qui s'écoule dans des vallées peu profondes de l'ouest de la caldeira. Il prend sa source au centre du plateau, et s'écoule d'abord vers l'ouest, formant la vallée de Reykjadalir, puis bifurque vers le sud-est, entre Laufafell et Ljósártungur, où il forme une vallée plus profonde. Le Markarfljót quitte ensuite le massif vers le sud.
Quelques petites rivières se forment aussi à l'extérieur de la caldeira, telles que la Helliskvísl au nord-ouest, affluent de la Þjórsá, la Syðri-Ófæra (affluent de la Skaftá) et la Hólmsá (affluent du Kúðafljót) tous deux issues du glacier Torfajökull, et la Jökuldalakvísl au nord-est, rejoignant elle aussi la Tungnaá.
Le massif abrite deux glaciers, le Torfajökull dont il tire son nom et le Kaldaklofsjökull. Le Kaldaklofsjökull mesure moins de 2 km2 et le Torfajökull mesurait 9 km2 en 2011. Tous deux sont en retrait rapide, le Torfajökull mesurant par exemple 12,4 km2 en 1998, avec une perte en volume dépassant 0,1 km3 par an. L'épaisseur exacte du glacier n'est pas connue mais est estimée à environ 50 à 150 m. Au rythme actuel, le glacier aura disparu dans quelques dizaines d'années.

### Géologie

#### Contexte géologique

Carte des principales zones volcaniques d'Islande. La position approximative du point chaud est marqué par le cercle pointillé.

Le volcanisme en Islande est lié à l'interaction du magma de la dorsale médio-atlantique et celui du point chaud d'Islande, alimenté par un panache mantellique. Cependant, la dorsale, telle que définie par la ligne entre la dorsale de Reykjanes et la dorsale Kolbeinsey, migre vers le nord-ouest à un rythme de 1 à 3 cm/an par rapport au panache mantellique, et le point chaud se trouve donc à 200 km à l'est de cette ligne, plus précisément sous la calotte du Vatnajökull. Ce mouvement est compensé par une migration épisodique vers l'est des rifts islandais, qui se maintiennent ainsi constamment à proximité du point chaud. Ainsi, l'Islande a trois zones de rifts principales, la zone ouest (WRZ, western rift zone) et la zone nord (NRZ), datant de 7 Ma et la zone est (ERZ) plus récente (3 Ma), mais aussi du volcanisme périphérique dit « de flanc », correspondant soit aux anciens rifts (Snæfellsnes) soit à des zones plus à l'est (zone de flanc est, EFZ, et sud, SFZ), indiquant possiblement une migration future de la zone de rift. Si le volcanisme de rift produit du basalte tholéitique, les zones de flancs produisent des basaltes plus alcalins, et en ce sens, la distinction entre les zones de rifts et zones de flanc est très similaire entre la phase bouclier (tholéitique) et les phases pré et post-boucliers (alcalins) des volcans d'Hawaï. Entre les zones de rift ouest et est se trouve deux zones de failles transformantes : la ceinture mid-islandaise (MIB Mid-Iceland Belt) au nord, au niveau du glacier Hofsjökull et la zone sismique du sud islandais (SISZ South Iceland sismic Zone) au sud.
Le système volcanique du Torfajökull fait partie de la zone de flanc sud, mais se situe aussi à la jonction avec la zone de rift est, et plus particulièrement du système volcanique du Bárðarbunga, caractérisé par ses longues fissures volcaniques et la zone sismique du sud islandais. Le stratovolcan de Torfajökull est construit sur un plancher basaltique formé dans la zone de rift ouest il y a 10 Ma.

#### Caractéristiques du massif
Le volcan de Torfajökull est unique en Islande car il produit quasi-exclusivement de la rhyolite, une roche de couleur claire, très riche en silice, alors que les volcans océaniques produisent souvent des basaltes, relativement pauvres en silice. Pour être précis, 80% de la surface exposée du stratovolcan est de la rhyolite, pour un volume total de roche estimé à 225 km3, ce qui représente le plus grand volume de rhyolite du pays et probablement de tout volcan océanique sur Terre. Environ 12% des roches exposées en Islande sont de la rhyolite (85% de basalte), mais elles sont toujours associées aux volcans centraux, où elles représentent en moyenne 20 à 30% de la surface. Le mécanisme donnant lieu à cette prévalence de roches siliciques est encore controversé, les principales hypothèses étant la différenciation magmatique par cristallisation fractionnée, c'est-à-dire que certains cristaux se forment au sein du magma, changeant la proportion des éléments dans le magma restant, ou la contamination du magma avec les roches de la croute affectée par des processus hydrothermaux. Dans le cas du Torfajökull, ce deuxième mécanisme est privilégié.
Cette rhyolite claire, ainsi que la présence de soufre (jaune) et de fer oxydé (Ion ferreux Fe(II) bleu/vert et ion ferrique Fe(III) rouge/brun), mais aussi leur contraste avec l'obsidienne noire et les cendres sombres sont responsables des célèbres couleurs qui caractérise le massif,,.

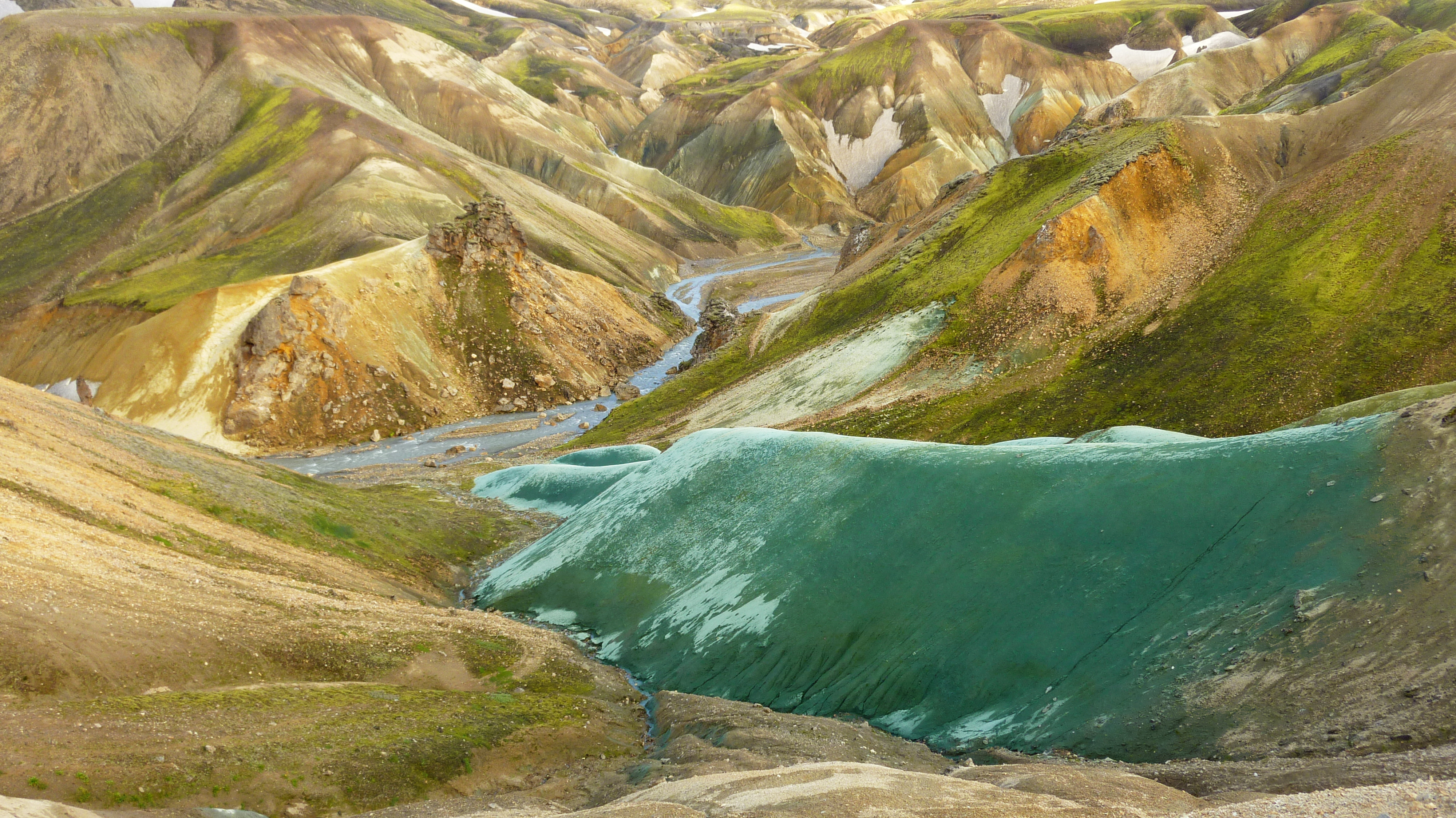
La roche turquoise de Grænihryggur à Sveinsgil, due aux ions ferreux Fe(II).
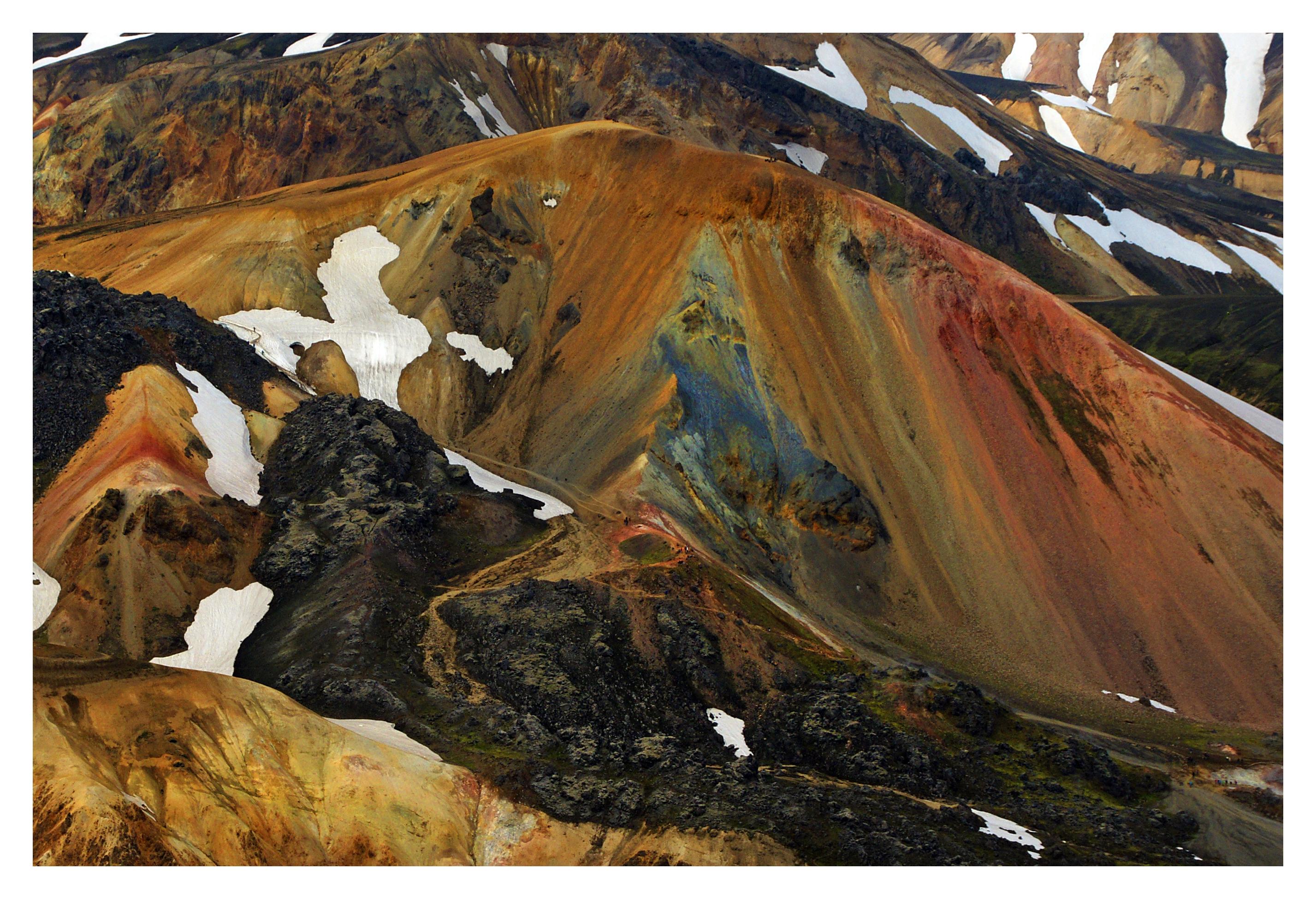
Variations de couleurs de la montagne Brennisteinsalda.
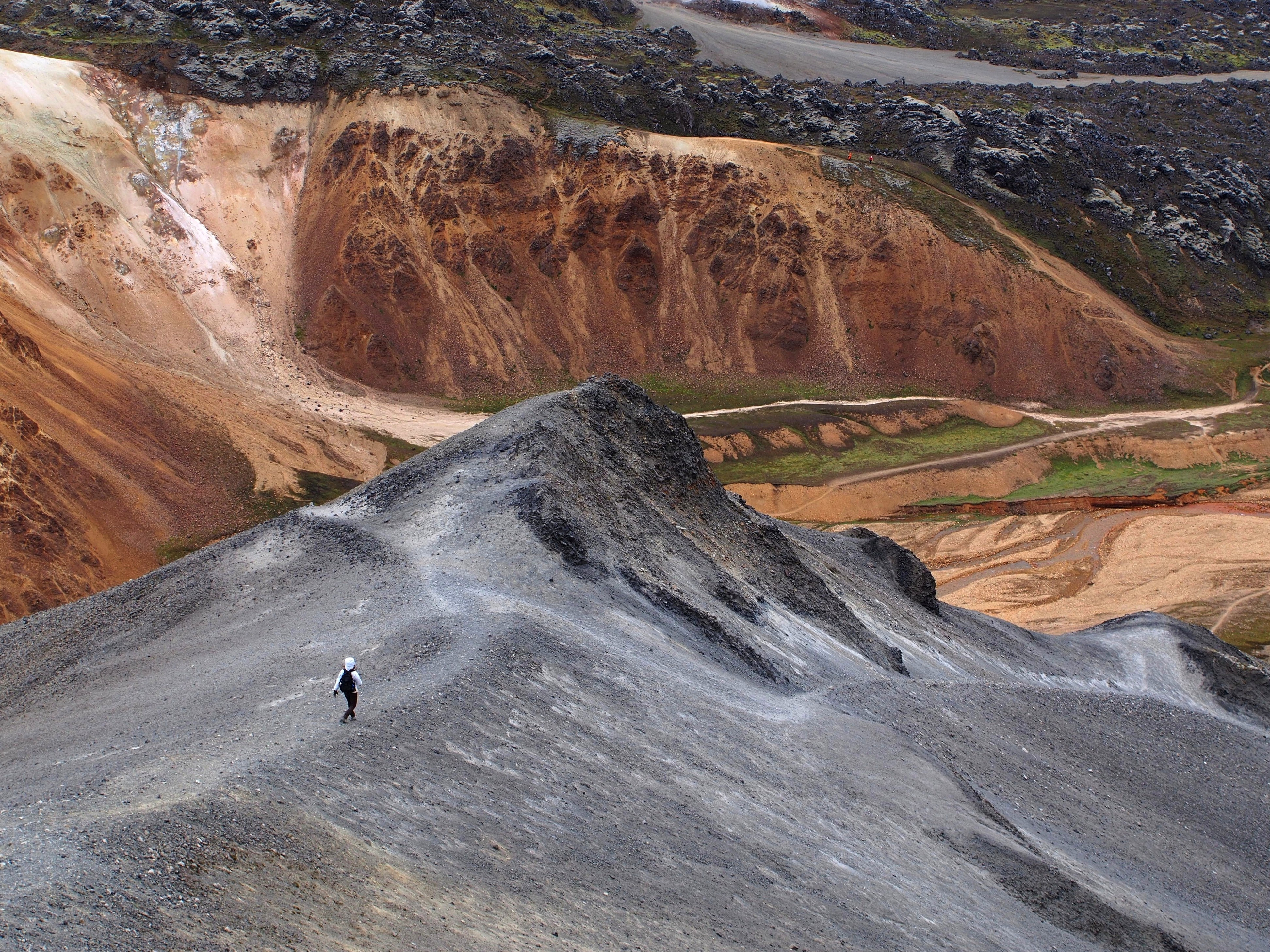
Contraste entre les roches sombres du Bláhnúkur (le pic bleu) et le reste du massif.

#### Géothermie

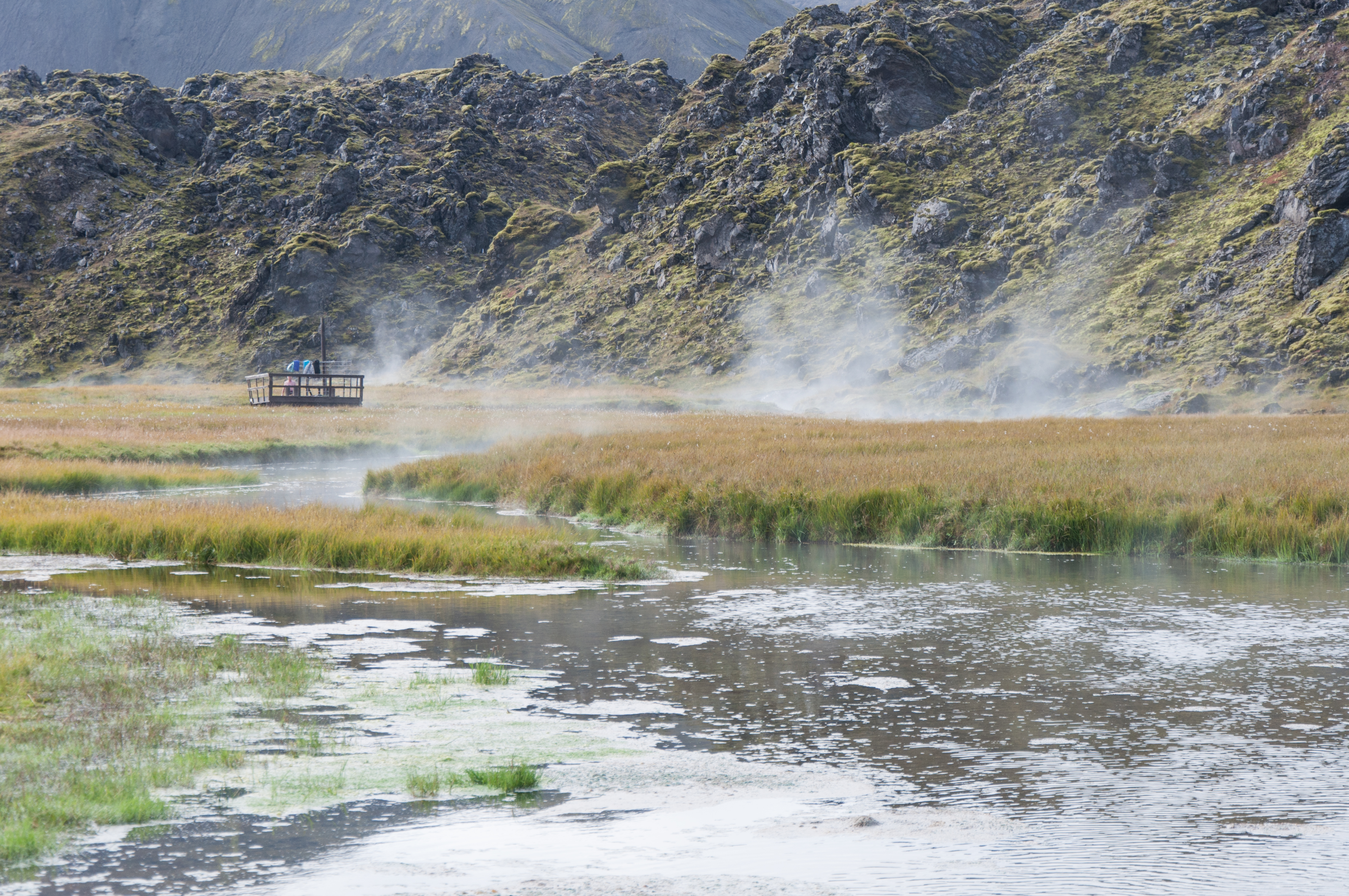
La source chaude de Landmannalaugar, très apprécié des touristes.

Torfajökull est la plus puissante zone géothermique d'Islande, avec un potentiel estimé à 1 000 MW. Cela correspond à plus du double de la deuxième plus importante zone géothermique du pays, à Hengill. Les sources chaudes sont omniprésentes dans la caldeira, s'étalant sur une superficie de 140 km2, mais concentrées en particulier autour des foyers éruptifs des éruptions les plus récentes, en particulier autour de Landmannalaugar (approximativement « les bains des gens du pays »), autour de Reykjafjöll (« les montagnes des fumées ») et dans la vallée Reykjadalir  (« la vallée des fumées »). Les manifestations les plus courantes sont des sources chaudes, des fumerolles et des mares de boue. La température de l'eau en profondeur atteint jusqu'à 350 °C, en particulier dans la section sud de la caldeira.

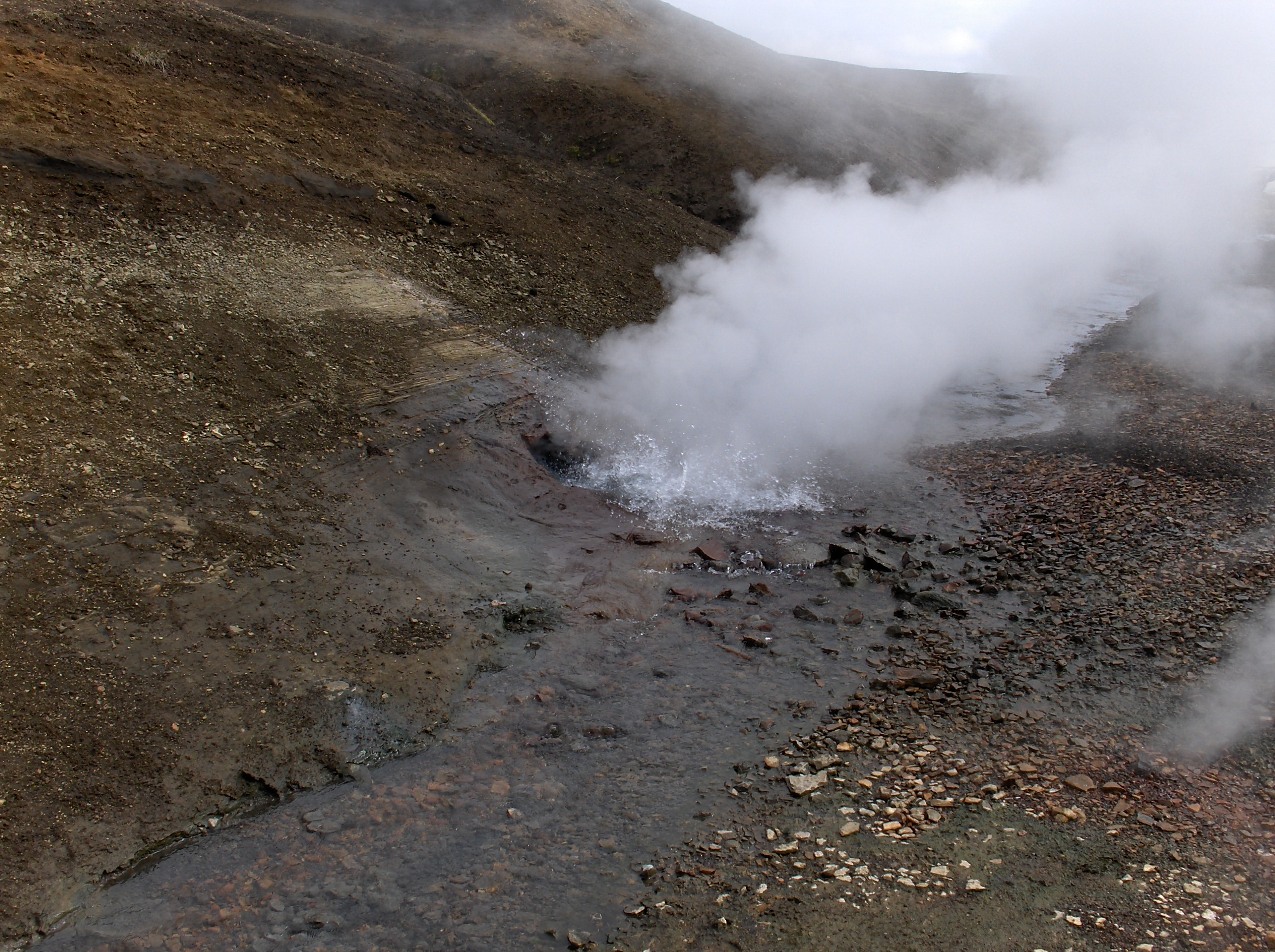
Stórihver (« la grande source chaude ») vers le centre de la caldeira.
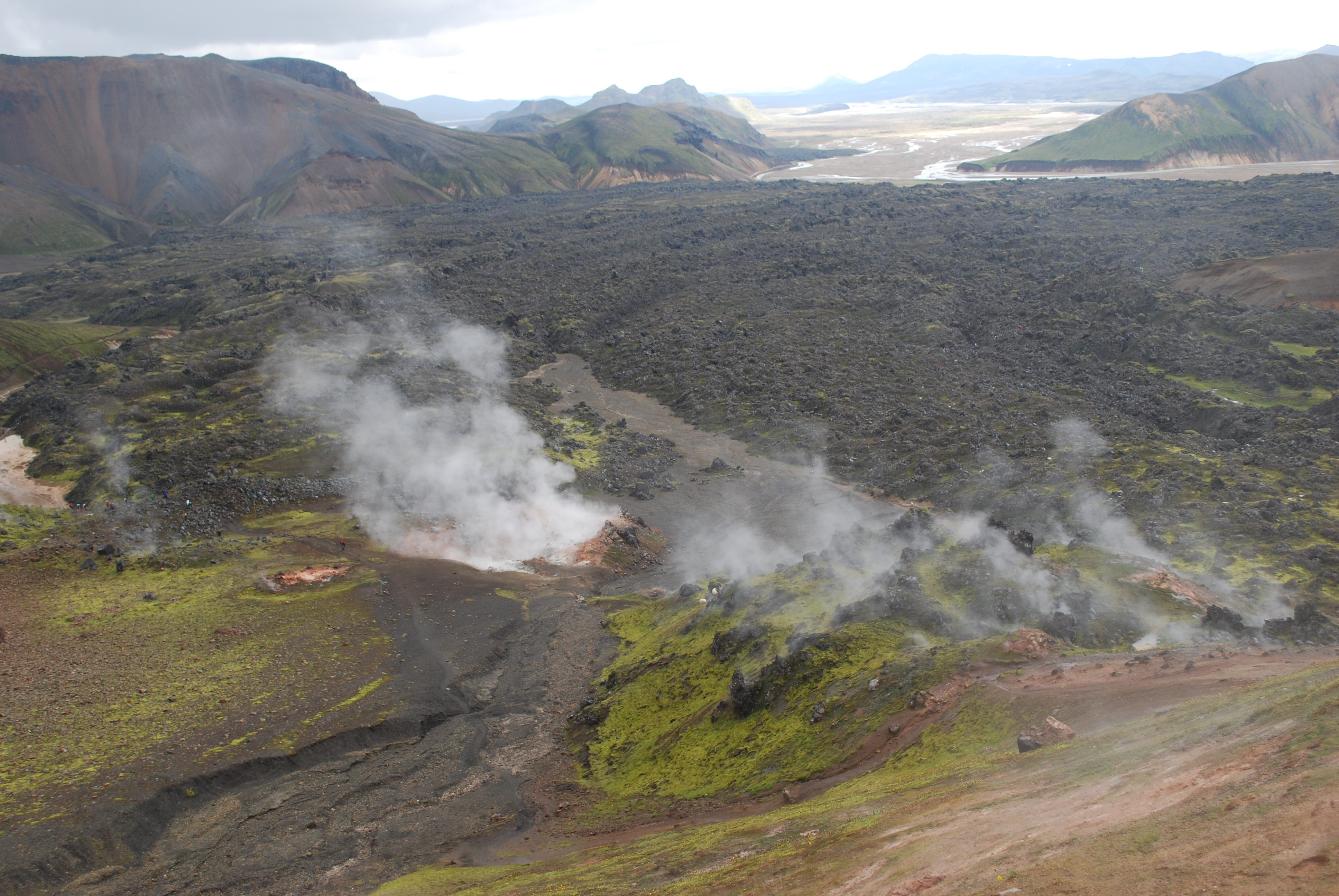
Différentes manifestations géothermiques aux pieds de Brennisteinsalda.
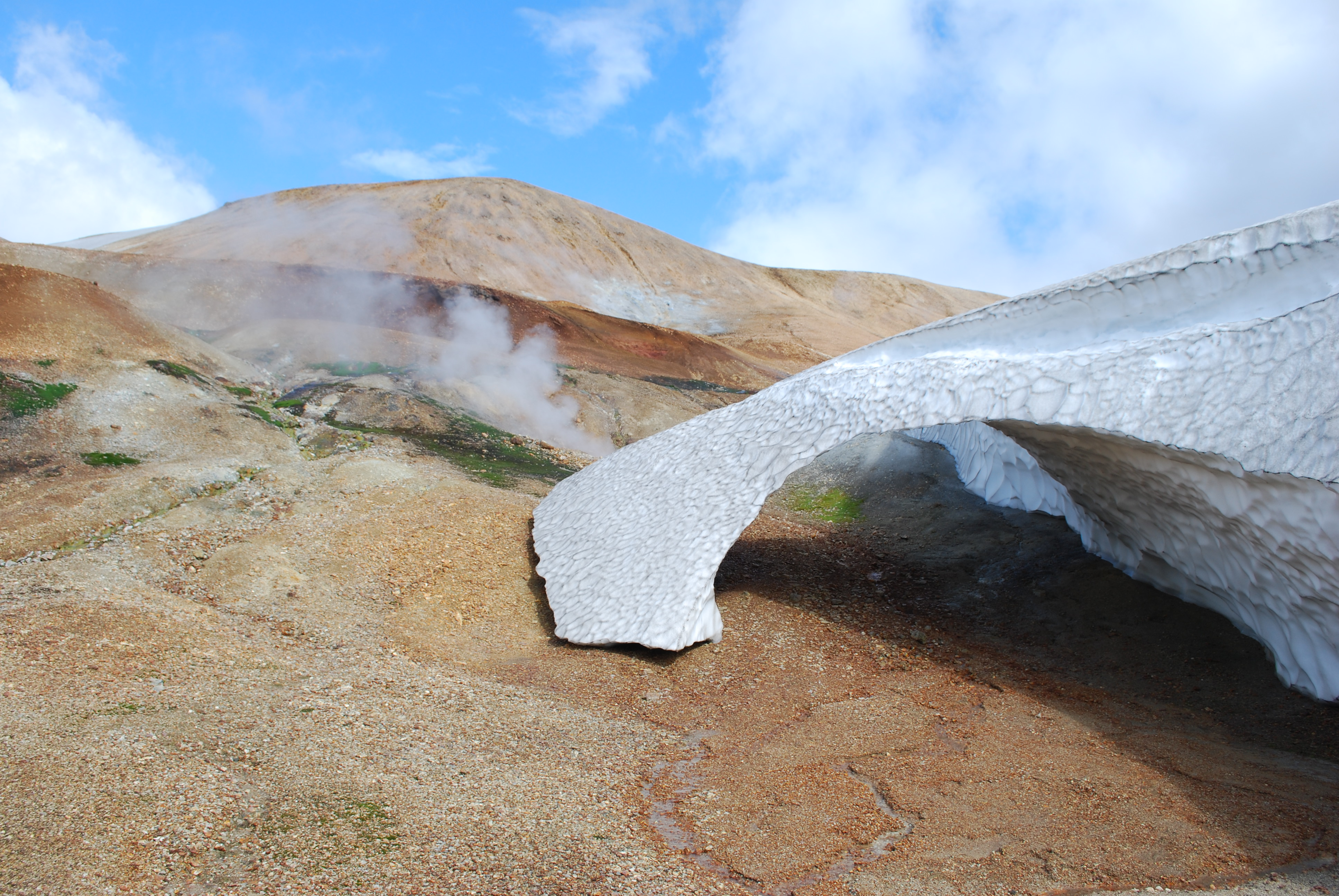
Fumerolles près d'un névé dans les montagnes de Kaldaklofsfjöll.

### Climat
D'après la classification de Köppen, le climat des Hautes Terres d'Islande est un climat de toundra (ET). La température moyenne dans la région du Torfajökull est autour de 0 °C avec 7 à 8 °C en moyenne en juillet, le mois le plus chaud, contre environ −6 °C en février. Les températures peuvent chuter en dessous de 0 °C même en été. Les précipitations sont abondantes, variant de 2 000 à 3 000 mm par an, et diminuent en allant vers le nord. Du fait des températures, une grande partie des précipitations se fait sous forme de neige, et le sol est couvert de neige durant la majeure partie de l'année, typiquement de septembre à juin, mais des névés peuvent perdurer durant une grande partie de l'été. Les vents sont relativement forts dans les Hautes Terres, et en particulier dans cette région, avec des vitesses moyennes entre 8 et 11 m/s, mais des rafales pouvant atteindre 45 m/s.

### Faune et flore

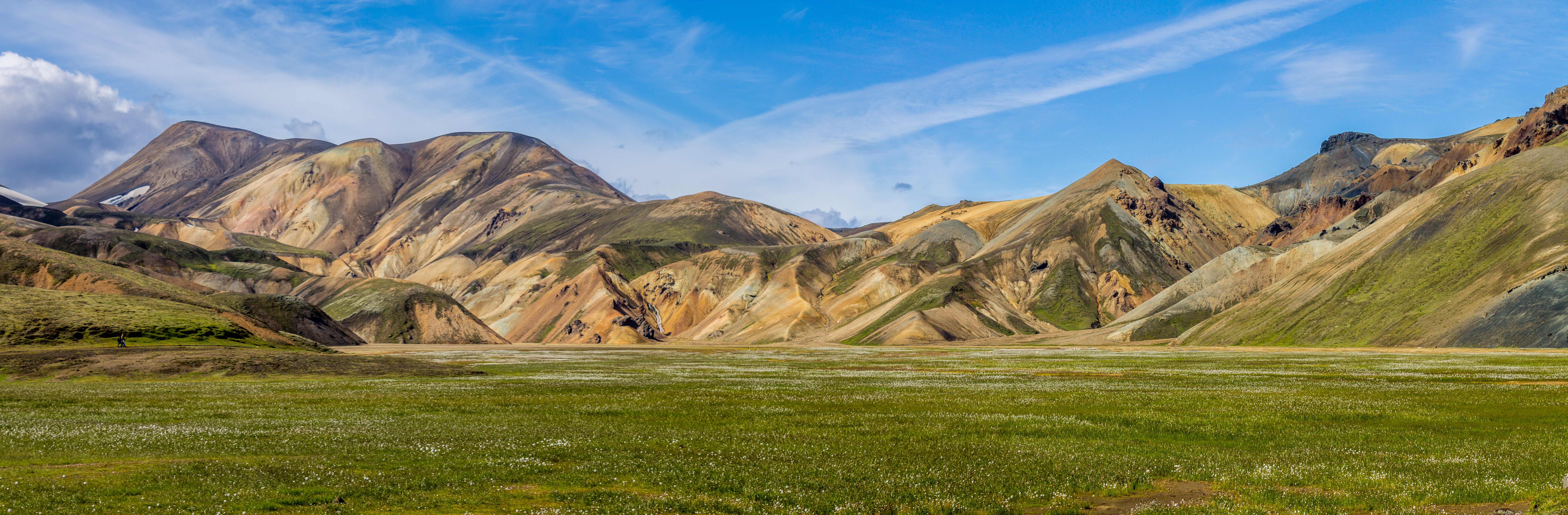
Prairies de la vallée du Námskvísl dominées par la montagne Háalda.

## Histoire

### Histoire éruptive
Très peu de datations ont été effectuées sur les roches du massif, la tâche étant rendue particulièrement compliquée par l'altération hydrothermale de la plupart des roches au cœur de la caldeira. Cependant, en combinant quelques datations absolues et la datation relative permise par le positionnement des roches et l'alternance des périodes glaciaires durant le quaternaire, il est possible de reconstituer une chronologie probable de la formation du massif.
Comme indiqué précédemment, le plancher sur lequel repose le Torfajökull est constitué de basaltes, formés il y a environ 10 Ma au niveau du rift ouest. Du fait de la migration relative vers l'est du point chaud, le rift est s'active il y a environ 3 Ma, et la zone de flanc sud s'active peu après, étant en alignement direct avec le rift est. Les laves les plus anciennes du Torfajökull datent d'après l'inversion Brunhes-Matuyama, il y a plus de 700 ka. Une grande partie des éruptions à cette période ont probablement eut lieu sous un glacier et produisent principalement de la rhyolite et de la dacite, mais avec quelques petites zones de basalte et d'andésite. Ces roches se retrouvent principalement dans le rebord de la caldeira. L'effondrement de la caldeira et daté d'il y a environ 600 ka, et est probablement suivi d'une phase de résurgence, c'est-à-dire d'un soulèvement du centre de la caldeira dû au remplissage de la chambre magmatique. La plupart des éruptions qui suivent se concentrent à l'intérieur de la caldeira. Il s'agit là encore de rhyolite, mais parmi ces couches on trouve aussi des roches sédimentaires et du tuf volcanique. Ces éruptions semblent avoir été suivies par un nouvel effondrement autour de 450 ka, formant une nouvelle caldeira plus petite au sein même de la caldeira principale. Cette caldeira intérieure est nettement moins marquée dans le paysage, ce qui s'explique en partie par le fait qu'elle a été en grande partie remplie par les éruptions suivantes.
À partir d'environ 400 ka, de nombreuses éruptions se succèdent, principalement au sein de la caldeira principale, qui vont former l'essentiel des roches visibles actuellement. Il s'agit là encore essentiellement de rhyolite qui semblent avoir été émises depuis les failles délimitant la caldeira principale. Durant la dernière période glaciaire, la glaciation weichsélienne, plus précisément autour de 70 ka, un important volume de rhyolite est émis à l'extérieur de la caldeira principale,. Il a été suggéré que ces laves, d'un volume total d'au moins 16 km3, ont été émises durant une seule puissante éruption. L'éruption ayant lieu sous le glacier, les laves forment des tuyas, des montagnes à pentes raides mais au sommet plat, dont en particulier les montagnes de Rauðfossafjöll, Illihnúkur, Kirkjufell et Laufafell,.

Contraste entre les rhyolites de Suðurnámur (au centre et à droite), les basaltes plus récent de Norðurnámur (à gauche) et la coulée d'obsidienne de Námshraun entre les deux.

Cette éruption majeure correspond aussi à l'arrivée du volcanisme de rift, correspondant à la propagation des rifts de la zone volcanique est. En effet, à partir de cette période, les fissures volcaniques du Bárðarbunga (le système volcanique est aussi appelé Veiðivötn) atteignent et traversent le massif. Les édifices volcaniques basaltiques liés à ces fissures sont très visibles au nord et au sud du massif, mais ces lignes sont pour la plupart interrompues par le Torfajökull; cependant, quelques-unes traversent le massif, et sont responsables d'éruptions bimodales, c'est-à-dire avec un mélange de laves rhyolitiques et basaltiques. Les éruptions les plus anciennes de ce type sont principalement visibles à l'est, avec plusieurs épanchements basaltiques mineurs et épars et quatre édifices rhyolitiques plus importants dont le plus célèbre est Bláhnúkur. Les éruptions plus récentes, datant d'après la fin de l'ère glaciaire, durant l'Holocène, sont surtout concentrées dans la partie occidentale et couvrent une surface plus importante. Au total, 10 ou 11 éruptions ont été répertoriées, se concentrant au nord et au sud de la caldeira, principalement à l'extérieur de celle-ci,. Les âges de ces éruptions peuvent être corrélés à ceux des éruptions du reste du système Veiðivötn, et les laves sont en général plus riches en silice (i.e. rhyolitique) à proximité de la caldeira. Dans la partie sud, au sein même de la caldeira, trois éruptions majeures datées respectivement de 8000 BP, 7000 BP et de l'an 870 ont formé le champ de lave Slettahraun, la montagne hrafntinnusker et le champ de lave Hrafntinnuhraun,. Les éruptions de 5500 BP et 4000 BP ont aussi créées quelques alignements volcaniques riches en silice autour de Laufafell, au sud, juste à l'extérieur de la caldeira. Le nord est marqué par plusieurs champs de lave ("hraun") formés durant les éruptions de 6000 BP, 4500 BP, 3100 BP, ainsi qu'autour de l'an 150 et enfin, durant la dernière éruption du volcan en 1477,. Cette dernière éruption est en particulier responsable du champ de lave Laugahraun, près du campement principal de Landmannalaugar, et du maar de Ljótipollur.

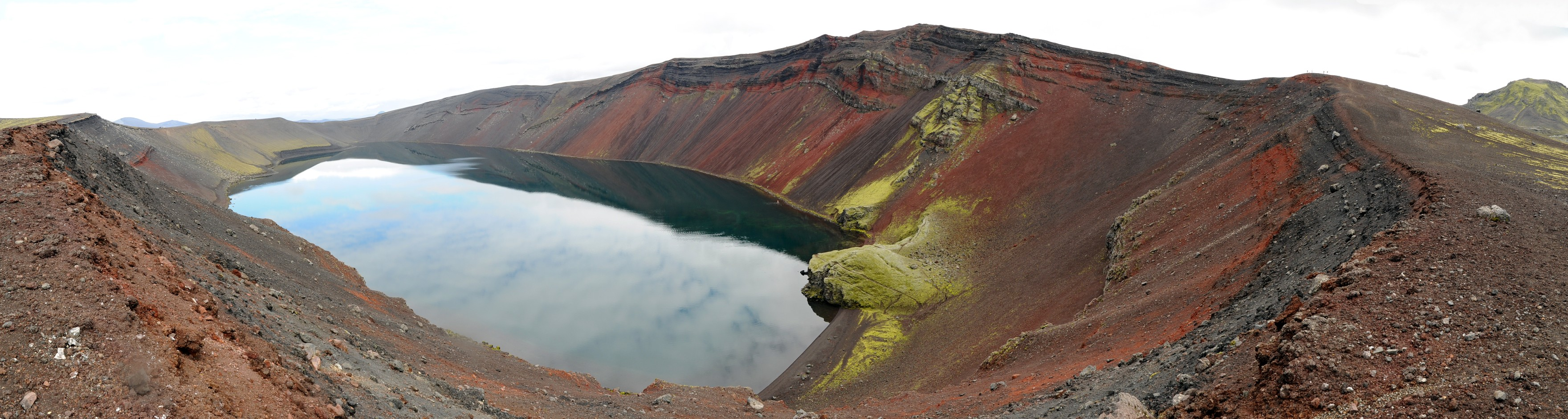
Les laves intermédiaires de Ljótipollur, au nord du massif.

## Activités

### Surveillance volcanologique
Le volcan fait l'objet d'une surveillance sismique et de mesures des déformations du sol par interférométrie radar.
Les stations de mesure ont relevé en 2023 une élévation du sol de plusieurs centimètres entre mi-juin et mi-août, qui est interprétée comme étant liée à une accumulation de magma dans le sous-sol.

### Protection environnementale
Le volcan est inclus dans la réserve naturelle de Fjallabak créée en 1979. 

### Tourisme
La région dispose d'hébergements (refuges, campings) autorisés par la règlementation s'appliquant au statut de la réserve naturelle de Fjallabak. Isolée, elle n'est accessible que par des pistes ou des chemins de randonnée, dont la Laugavegur.